# مارغريت تورنبول
مارغريت تورنبول (بالإنجليزية: Margaret Turnbull)‏ هي عالمة فلك أمريكية، ولدت في القرن العشرين.